# Han Kook-young
Han Kook-young est un footballeur sud-coréen né le 19 avril 1990. Il évolue au poste de milieu de terrain.

## Biographie
Han Kook-young commence sa carrière professionnelle dans le club japonais du Shonan Bellmare. Il est vice-champion de J-League 2 en 2012 avec ce club.
Il reçoit sa première sélection en équipe de Corée du Sud lors de l'année 2013.